# Hatsavan (Syunik)
Pour l’article homonyme, voir Hatsavan (Kotayk).
Hatsavan (en arménien Հացավան) est une communauté rurale du marz de Syunik en Arménie. En 2011, elle compte 245 habitants.

## Géographie

### Situation
Hatsavan est située à 11 km de Sisian et à 115 km de Kapan, la capitale régionale.

### Topographie
L'altitude moyenne de Hatsavan est de 1 730 m.

### Territoire
La communauté couvre 796 hectares, dont :
- 738 ha de terrains agricoles ;
- 4 ha de terrains industriels ;
- 3 ha alloués aux infrastructures énergétiques, de transport, de communication, etc. ;
- 11 ha d'aires protégées ;
- 4 ha d'eau[3].

## Politique
Le maire (ou plus correctement le chef de la communauté) de Hatsavan est depuis 2008 Shushan Margaryan, membre du Parti républicain d'Arménie.
| Début | Fin      | Nom               | Parti                       |
| ----- | -------- | ----------------- | --------------------------- |
| 2005  | 2008     | Hovseph Ghazaryan |                             |
| 2008  | 2012     | Shushan Margaryan | Parti républicain d'Arménie |
| 2012  | En cours | Shushan Margaryan | Parti républicain d'Arménie |

## Économie
L'économie de la communauté repose principalement sur l'agriculture.

## Démographie
| 2001 | 2008 | 2011 |
| ---- | ---- | ---- |
| 262  | 268  | 245  |